# Le Petit Robinson Crusoë
Pour plus de détails, voir Fiche technique et Distribution.
Le Petit Robinson Crusoë (Little Robinson Crusoe) est un film américain réalisé par Edward F. Cline et sorti en 1924 avec Jackie Coogan dans le rôle principal.

## Synopsis
Devenu orphelin à la mort de son père, Mickey Hogan part en bateau pour l'Australie, mais à l'occasion d'une tempête il échoue sur une île où il est capturé par une tribu de cannibales.

## Fiche technique
- Titre : Le Petit Robinson Crusoë
- Titre original : Little Robinson Crusoe
- Réalisation : Edward F. Cline
- Scénario : Willard Mack
- Production :  Jackie Coogan Productions
- Pays de production :  États-Unis
- Distribution : Metro-Goldwyn Pictures Corporation
- Lieu de tournage : Hollywood, Californie
- Durée : 70 minutes
- Date de sortie : 25 août 1924

## Distribution
- Jackie Coogan : Mickey Hogan

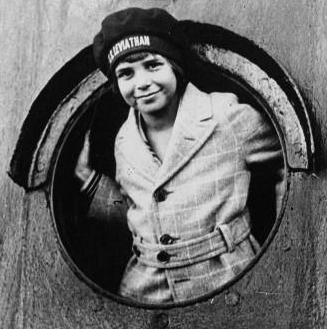
Jackie Coogan en 1924.

- Chief Daniel J. O'Brien : Chef de la police
- Will Walling : Capitaine de police
- Tom Santschi : Capitaine Dynes
- Clarence Wilson : 'Singapore' Scroggs
- Eddie Boland : Opérateur radio
- Noble Johnson : Marimba
- Tote Du Crow : le sorcier Ugandi
- Bert Sprotte : Adolphe Schmidt
- Gloria Grey : Gretta Schmidt